# Scheinflugplatz

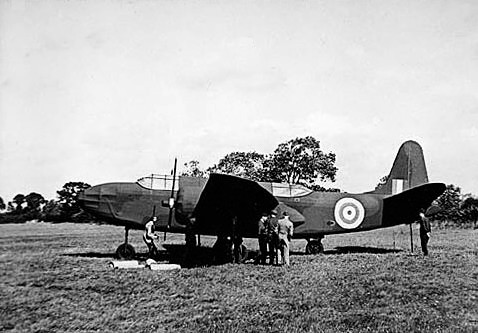
Flugzeugattrappe der Briten im Oktober 1943

Scheinflugplätze waren im Zweiten Weltkrieg sowohl von den Alliierten als auch von den Deutschen angelegte Scheinanlagen, die durch Flugzeug-, Gebäude- und Landebahn-Attrappen die gegnerische Luftaufklärung täuschen und in der Nähe befindliche echte Flugplätze vor Luftangriffen schützen sollten.

## Hintergrund
Die Attrappen auf Scheinflugplätzen wurden in der Regel nahezu ausschließlich aus Holz gebaut, die Landebahnbeleuchtung mit Hilfe einfacher Grubenlampen aus dem Bergbau imitiert. Um Aktivitäten vorzutäuschen, wurden auf einigen Scheinflugplätzen die Flugzeugattrappen während des Tages über den Platz geschleppt, während nachts die Bewegung beleuchteter Wagen den Eindruck von Starts und Landungen erzeugen sollte. Eine weitere Möglichkeit, Scheinflugplätze zu betreiben, war die Vortäuschung von Aktivitäten auf ehemals echten Flugplätzen, die nicht mehr genutzt wurden.
Die meisten Scheinflugplätze erfüllten nicht die in sie gesetzten Erwartungen. Dies lag zum einen daran, dass sie tagsüber bei guten Sichtverhältnissen zumindest von tief fliegenden Flugzeugen leicht zu erkennen waren. Zum anderen ergab sich nachts das Problem, dass die Landebahnbeleuchtung von echten Flugplätzen elektrisch betrieben und damit im Fall eines Angriffs schnell ausgeschaltet wurde. Für einen Piloten eines angreifenden Flugzeugs, der unter Umständen während des Anfluges sowohl den echten Flugplatz als auch den Scheinflugplatz wahrnehmen konnte, war somit der Scheinflugplatz leicht als derjenige zu erkennen, dessen Landebahnbeleuchtung nicht oder verspätet erlosch. Dieser Umstand wurde teilweise sogar als Orientierungshilfe genutzt, was den militärischen Nutzen von Scheinflugplätzen in Frage stellte.
Teilweise wurden auf deutsche Scheinflugplätze von den Alliierten Bombenattrappen, sogenannte Holzbomben, abgeworfen.
Während des Kalten Krieges spielten Scheinflugplatzanlagen, auch aufgrund der verbesserten Luftbildaufklärung, keine Rolle mehr. Waffen- und Flugzeugattrappen sind bis heute für Ausbildungszwecke und zur Verringerung der eigenen Verluste im Ernstfall verbreitet. Hölzerne MiG-29-Nachbildungen, zur Sichtbarkeit für Wärmebildkameras von innen beheizt, wurden im Jugoslawien-Konflikt eingesetzt. Andere Attrappen waren aufblasbar oder wurden, wie von alters her, kurzfristig improvisiert.

## Ehemalige Scheinflugplatzstandorte
- Scheinflughafen in Bezgenriet bei Göppingen
- Scheinflugplatz im Bornriethmoor bei Faßberg im Landkreis Celle
- Scheinflugplatz im Ellundfeld bei Flensburg
- Scheinflughafen auf den Friedinger Fluren bei Frieding
- Scheinflugplatz im Frösleefeld bei Flensburg
- Scheinflugplatz in Hepbach, bei Markdorf
- Flugplatz Husum-Schwesing: Der unvollendete Flugplatz fungierte bis zum Kriegsende als Scheinflugplatz.[1]
- Scheinflugplatz in Kleinkummerfeld bei Neumünster
- Scheinflugplatz auf Langeoog
- Scheinflugplatz Lentföhrden bei Kaltenkirchen
- Scheinflugplatz beim Fliegerhorst Lipperbruch, einem Ortsteil von Lippstadt
- Scheinflugplatz beim Obersten Holz bei Fritzlar
- Scheinflugplatz bei Rietberg[2]
- Scheinflugplatz bei Rittmarshausen, ca. 15 km südöstlich von Göttingen
- Scheinflugplatz bei Tannenhausen, einem Ortsteil der Stadt Aurich
- Scheinflugplatz in Schandelo, unweit des niederländischen Ortes Venlo
- Scheinflugplatz bei Uhlhorn bei Dötlingen
- Scheinflugplatz am Unterbacher See bei Düsseldorf
- Scheinflugplatz bei Varloh, einem Ortsteil der Gemeinde Geeste[3]
- Flugplatz Vechtel, bei Bippen: 1944 wurde der dortige Scheinflugplatz in den Feldflugplatz Vechtel umgewandelt.

Auch wenn mehr deutsche Scheinflugplätze aus der Zeit des Zweiten Weltkrieges bekannt sind, betrieben die Alliierten dennoch ebenfalls Scheinflugplätze, beispielsweise bei der Royal Air Force Station Boulmer in der englischen Grafschaft Northumberland.

## Verwandte Themen
- Operation Fortitude – alliierte Täuschungsoperation während der Operation Overlord, bei der ähnliche Täuschungsmethoden verwendet wurden.
- Scheinfabrik – Attrappe der Kruppschen Gussstahlfabrik in Essen und Velbert.
- Scheinanlage – Attrappen kriegswichtiger Ziele u. a. von Stuttgart und Karlsruhe.